# The Conspiracy (film, 1914)
Vous pouvez partager vos connaissances en l’améliorant (comment ?) selon les conventions filmographiques.
Pour les articles homonymes, voir The Conspiracy.
Pour plus de détails, voir Fiche technique et Distribution.
The Conspiracy est un film muet américain réalisé par Allan Dwan et sorti en 1914.

## Fiche technique
- Titre : The Conspiracy
- Réalisation : Allan Dwan
- Scénario : John Emerson, Allan Dwan, d'après une pièce de Robert M. Baker
- Chef opérateur : H. Lyman Broening
- Production : Famous Players Film Company
- Distribution : Paramount Pictures
- Date de sortie :
  - États-Unis : 10 décembre 1914

## Distribution
- John Emerson : Winthrop Clavering
- Lois Meredith : Margaret Holt
- Harold Lockwood : Jack Howell
- Iva Shepard : Juanita
- Francis Byrne : Victor Holt
- Hal Clarendon : Morton
- Dodson Mitchell : Bill Flynn
- Edouard Durand : Savelli